# Masami Okui
Masami Okui (奥井雅美, Okui Masami) (Itami, 13 de Março de 1968), é uma cantora, musicista e compositora japonesa de J-rock/J-pop. Ela começou sua carreira musical com 21 anos de idade.

## História

### 1989-2000: De vocal de apoio à anisons
Desde sua infância Masami gostava de cantar, então seus pais que eram espectadores de um programa local de Osaka chamado Shirouto Meiji Kai, a fizeram cantar nele. Através desta oportunidade ela ganhou o prêmio Meiji, e depois disso seus pais começaram a incentivá-la a cantar.
Masami estudou em Osaka University of the Arts (Osaka Geijutsu Daigaku). Ela parou de estudar para procurar uma oportunidade no meio musical. Em novembro de 1989, ela se tornou uma das cantoras de vocais de apoio de Yuki Saito. Nos anos subsequentes, ele trabalhou com Harada Tomoyo, Wink, Yumi Matsutoya e muitos mais. Quando foi backvocal de Matsutoya, ela tinha como companheira Yoko Takahashi, conhecida por cantar "Zankoku na Tenshi no Thesis", famosa abertura do anime Neon Genesis Evangelion.
Em agosto de 1993 a gravadora King Records lançou o primeiro single, "Dare Yori mo Zutto", para o anime Fantasia, iniciando assim sua carreira profissional.
Em 1995, lança "Get Along", tema do anime Slayers, em dueto com Megumi Hayashibara, que fica por oito semanas no Oricon Singles Chart.  Hayashibara, já bastante popular na época, disse no rádio que a música "REINCARNATION" era legal, o que ajudou a catapultar a carreira de Okui. No mesmo ano, lança seu primeiro álbum, Gyuu. No ano seguinte, lança o álbum V-sit, que chegou à 19ª posição na Oricon.
Em 1997, lança "Rondo Revolution", abertura de Shoujo Kakumei Utena, lançada em dois singles (um para o anime, um para seu álbum Ma-KING, lançado no mesmo ano, mas com um arranjo diferente). Ambos entraram para o Oricon Singles Chart.
Em 1998, lançou o álbum Do-can, o primeiro a ter gravações em outro continente.
Durante a década de 90, começou a incorporar elementos de rock em seu repertório.
Okui acredita que personagens de animes tem o poder de ser muito inspiradores para os fãs, e procura traduzir isso em suas composições.
Em 1999, lançou o álbum BEST-EST, seu primeiro ao vivo, gravado em Shibuya O-East. No mesmo ano, lança seu quinto álbum, Her-Day.

### 2000-2010: Livro, JAM Project e sua própria gravadora

Capa do livro de partituras

No ano 2000, Okui lançou o livro Masami Okui: Best Collection - Easy Piano Solo, com partituras de muitas de suas músicas. No mesmo ano, lançou o álbum NEEI. Nele, trabalhou com os músicos Steve Lukather (da banda pop americana Toto) e Billy Sheehan (do Mr. Big) em algumas canções. Ainda em 2000, lançou seu segundo álbum ao vivo, Li-Book 2000.
Em 2001, lança sua primeira coletânea, S-mode #1, esse projeto ainda renderia mais dois álbuns: S-mode #2 (em 2004) e S-mode #3 (em 2005). Ainda em 2001, lança seu sétimo álbum, DEVOTION.
Em 2002, lança o álbum crossroad, o primeiro que produz sozinha e que não contém nenhuma música de anime. Foi quando ela deixou de trabalhar com Toshiro Yabuki, encerrando uma parceria de uma década. No mesmo ano, lança o mini-álbum angel's voice, com temas natalinos e invernais. Okui pensou em abandonar as músicas de anime, mas seguiu conselhos de Toshirin Otsuki, da King Records, e se juntou a dois grupos, JAM Project e r.o.r/s.
Em 2003, Okui passa a integrar o JAM Project, que hoje conta com Yoshiki Fukuyama, Hiroshi Kitadani, o brasileiro Ricardo Cruz, e os fundadores Masaaki Endoh e Hironobu Kageyama. Curiosamente, Okui era fã da primeira banda de Kageyama, a LAZY, que a fez começar ouvir mais músicas ocidentais e, assim, ter diferentes influências musicais.
Ainda em 2003, se junta a Chihiro Yonekura e cria o grupo r.o.r/s (Reflections of Renaissance / Sounds). O grupo só durou um ano, mas lançou dois singles, "Candy Lie" e "Tattoo Kiss", além do álbum dazzle. "Tattoo Kiss" foi usada no anime Kaleido Star. No mesmo ano, lança o álbum de covers Masami Kobushi, como parte das comemorações de dez anos de carreira.
Em 2004, lança o álbum ReBirth e, meses depois, se apresenta no Brasil pela primeira vez, participando da Anime Friends. Também lançou sua própria gravadora, a evolution.  O nome veio de seu desejo de "sempre evoluir" No ano seguinte, lança seu 12º álbum e o primeiro pela sua nova empreitada, Dragonfly.
Okui comandava um programa de rádio chamado "Masami Okui O-live", onde um concurso de cantores foi feito em 2005. Os finalistas tiveram suas músicas produzidas pela própria Okui e disponibilizadas no site de toques de celular Animelomix. O concorrente que conseguisse mais downloads venceria a competição e gravaria um CD pela evolution. A vencedora foi Tomoe Ohmi, que então ficou encarregada da música "Still Love", escrita por Okui. Simultaneamente, foi lançada a canção "Float~Sora no Kanata de~", encerramento do anime SoltyRei, tudo com produção de Okui.
Em 2006, se apresentou em Xangai. No mesmo ano, começa a apresentar o programa de TV @Tunes, que era sobre música e tinha convidados costumeiramente do mundo dos animes, como cantores e seiyūs, o programa durou três anos. Também lançou os álbuns God Speed e evolution.
Em 2007, lançou Masami Life, o quarto álbum lançado pela sua própria gravadora. No ano seguinte, lança a primeira coletânea sob seu selo. Ainda em 2008, volta ao Anime Friends, desta vez com o JAM Project. No mesmo ano, é lançado o álbum Tribute to Masami Okui ~Buddy~, onde vários artistas fizeram covers de músicas da cantora.
Em 2009, com o JAM Project, juntou-se aos membros remanescentes do LAZY para uma nova versão da música "Kanjite Knight", desta vez feita para o anime Shin Mazinger Shōgeki! Z Hen. Okui teve a oportunidade de cantar a música ao vivo com a banda de quem sempre foi fã e chegou a se emocionar no palco. No mesmo ano, lançou os álbuns Akasha e Self Satisfaction, este último com músicas que Okui compôs para outros cantores, mas desta vez, cantadas pela própria, ela lançou um segundo álbum com a mesma proposta dois anos depois, chamado Self Satisfaction II, seu primeiro álbum a entrar no ranking da Billboard Japan.
Em 2010, lançou o álbum i-magination, no qual incluiu a música "Miracle Upper WL", feita em parceria com a cantora May'n para o anime Ontama!.

### 2011-2025: shows internacionais e novos álbuns
Em 2012, se apresentou na Otakon, em Baltimore, com o JAM Project. No mesmo ano, participa novamente do Anime Friends com a banda, e lança o álbum Love Axel.
Em 2013, participa do Anime Friends com o supergrupo pela última vez.
Em 2014, se apresentou em Las Vegas, tanto como o JAM Project como em shows solo.
Em 2015, participou do King Super Live, um show especial da gravadora King Records feito pelos artistas com os quais têm contratos. Foi posteriormente lançado em DVD. Também lançou o álbum Symbolic Bride.
Em 2017, se apresentou em Washington, D.C., novamente na Otakon com o JAM Project, no mesmo ano em que lançou o single "Innocent Bubble" para comemorar 25 anos de carreira, incluso no álbum HAPPY END, lançado no ano seguinte.
Em 2019, a música "Rondo Revolution" foi selecionada para o Heisei Anime Song Awards na categoria Letra de Música (1989-1999) junto com Cha-La Head-Cha-La, de Dragon Ball Z; e "Turn a Turn", de ∀ Gundam.
Em 2021, lança o álbum 11 -elevens-, para o qual o videoclipe de uma música foi produzido.
Em 2023, comemorando 30 anos de carreira, lança o álbum Mas"ami Okui"terpiece, além de disponibilizar todo o acervo da sua época de King Records em serviços de streaming online. Um show especial também foi realizado.
Em dezembro de 2024, lançou outro álbum de covers, Masami Kobushi ~Kayoukyokuhen~. Foi lançado de forma digital e, em fevereiro de 2025, lançado em CD com uma música a mais.
Ainda em 2025, participou do canal THE FIRST TAKE com o ANISAMA FRIENDS (grupo com músicos que já cantaram músicas para anime, como FLOW e angela) cantando a música "Butter-Fly", de Kōji Wada, para Digimon Adventure.

## Discografia
Esta é a lista de álbuns de Masami Okui.
| N° | Título                         | Data de lançamento      | Tipo             | Posição na Oricon | Posição na Billboard Japan |
| -- | ------------------------------ | ----------------------- | ---------------- | ----------------- | -------------------------- |
| 1  | Gyuu                           | 21 de abril de 1995     |                  | 47ª               | -                          |
| 2  | V-sit                          | 21 de setembro de 1996  |                  | 19ª               | -                          |
| 3  | Ma-KING                        | 26 de setembro de 1997  |                  | 12ª               | -                          |
| 4  | Do-can                         | 23 de setembro de 1998  |                  | 12ª               | -                          |
| 5  | BEST-EST                       | 4 de junho de 1999      | ao vivo          | 21ª               | -                          |
| 6  | Her-Day                        | 27 de agosto de 1999    |                  | 18ª               | -                          |
| 7  | NEEI                           | 23 de agosto de 2000    |                  | 11ª               | -                          |
| 8  | Li-Book 2000                   | 22 de novembro de 2000  | ao vivo          | 61ª               | -                          |
| 9  | S-mode #1                      | 21 de março de 2001     | coletânea        | 26ª               | -                          |
| 10 | DEVOTION                       | 29 de agosto de 2001    |                  | 30ª               | -                          |
| 11 | crossroad                      | 4 de setembro de 2002   |                  | 34ª               | -                          |
| 12 | angel's voice                  | 22 de novembro de 2002  | mini álbum       | 67ª               | -                          |
| 13 | Masami Kobushi                 | 1 de maio de 2003       | álbum de covers  | 17ª               | -                          |
| 14 | dazzle                         | 26 de dezembro de 2003  | álbum do r.o.r/s | 106ª              | -                          |
| 15 | ReBirth                        | 4 de fevereiro de 2004  |                  | 49ª               | -                          |
| 16 | S-mode #2                      | 25 de fevereiro de 2004 | coletânea        | 50ª               | -                          |
| 17 | Dragonfly                      | 2 de fevereiro de 2005  |                  | 68ª               | -                          |
| 18 | S-mode #3                      | 23 de fevereiro de 2005 | coletânea        | 76ª               | -                          |
| 19 | God Speed                      | 24 de fevereiro de 2006 |                  | 111ª              | -                          |
| 20 | evolution                      | 4 de outubro de 2006    |                  | 60ª               | -                          |
| 21 | Masami Life                    | 3 de outubro de 2007    |                  | 110ª              | -                          |
| 22 | Ooku                           | 6 de fevereiro de 2008  | coletânea        | 78ª               | -                          |
| 23 | Akasha                         | 25 de fevereiro de 2009 |                  | 68ª               | -                          |
| 24 | Self Satisfaction              | 21 de agosto de 2009    | álbum de covers  | 127ª              | -                          |
| 25 | i-magination                   | 3 de fevereiro de 2010  |                  | 95ª               | -                          |
| 26 | Self Satisfaction II           | 2 de fevereiro de 2011  | álbum de covers  | 113ª              | 95ª                        |
| 27 | Love Axel                      | 4 de julho de 2012      |                  | 43ª               | 40ª                        |
| 28 | Symbolic Bride                 | 10 de junho de 2015     |                  | 65ª               | 55ª                        |
| 29 | HAPPY END                      | 21 de agosto de 2018    |                  | 74ª               | 64                         |
| 30 | 11 -elevens-                   | 13 de março de 2021     |                  | 143ª              | -                          |
| 31 | Mas"ami Okui"terpiece          | 8 de março de 2023      | coletânea        | 50ª               | Hot 100: 84ª Vendas: 59ª   |
| 32 | Masami Kobushi ~Kayoukyokuhen~ | 21 de dezembro de 2023  | álbum de covers  | -                 | -                          |

## Lista de DVDs
Abaixo podemos conferir a lista de DVDs de shows ao vivo de Masami Okui.
| N° | Título                                            | Data de lançamento     |
| -- | ------------------------------------------------- | ---------------------- |
| 1  | "Live in Hibiya -no cut-"                         | 23 de dezembro de 1999 |
| 2  | "Ma-KING Concert' 97"                             | 23 de agosto de 2000   |
| 3  | "Do-can diary"                                    | 23 de agosto de 2000   |
| 4  | "document '00"                                    | 21 de dezembro de 2000 |
| 5  | "Birth Live '01"                                  | 5 de setembro de 2001  |
| 6  | "A-Day"                                           | 5 de dezembro de 2001  |
| 7  | "B-Day"                                           | 5 de dezembro de 2001  |
| 8  | "C-Day"                                           | 5 de dezembro de 2001  |
| 9  | "Live Devotion"                                   | 5 de junho de 2002     |
| 10 | "V-mode -10th Anniversary-"                       | 27 de novembro de 2003 |
| 11 | "GIGS 2004 ReBirth"                               | 22 de dezembro de 2004 |
| 12 | "GIGS 2005 Dragonfly"                             | 8 de agosto de 2005    |
| 13 | "GIGS 2006 GodSpeed"                              | 7 de outubro de 2006   |
| 14 | "GIGS 2006 evolution"                             | 1 de outubro de 2007   |
| 15 | "GIGS 2007 Masami Life"                           | 25 de março de 2009    |
| 16 | Birth Live 2012 -Life- The wind of white universe | 11 de março de 2012    |
| 17 | Birth Live 2016 -Turning Point-                   | 13 de março de 2016    |
| 18 | Live 2021 - 1 vs 1 ~ be the light ~               | 20 de junho de 2021    |